# Eastwick
Eastwick è una serie televisiva statunitense prodotta nel 2009 e creata da Maggie Friedman.
La serie è basata sul romanzo di John Updike Le streghe di Eastwick, dal quale nel 1987 è realizzato un film omonimo diretto da George Miller.
Eastwick, prodotta dalla Warner Bros. Television, ha debuttato sulla ABC il 23 settembre 2009. A causa degli scarsi ascolti, il 9 novembre 2009 ne è stata annunciata la cancellazione.

## Trama
Nella cittadina di Eastwick, tre donne, sconosciute e molto diverse tra loro, si incontrano in un parco e stringono subito una forte amicizia. Ma il loro incontro non è del tutto casuale, il ricco e misterioso Daryl Van Horne ha messo il suo zampino e aiuta le tre donne a sviluppare i loro potenti poteri magici, scombussolando le loro vite e quelli dell'intera cittadina di Eastwick.

## Episodi
| Stagione       | Episodi | Prima TV originale | Prima TV Italia |
| -------------- | ------- | ------------------ | --------------- |
| Prima stagione | 13      | 2009-2010          | 2010            |

## Personaggi e interpreti
- Roxie Torcoletti (stagione 1), interpretata da Rebecca Romijn, doppiata da Claudia Razzi.
È un'artista vedova che ha cresciuto da sola la figlia adolescente Mia. Nonostante problemi economici e grattacapi quotidiani riuscirà a coltivare i propri sogni[2].
- Joanna Frankel (stagione 1), interpretata da Lindsay Price, doppiata da Selvaggia Quattrini.
È una giornalista timida e un po' imbranata, che lavora presso la rivista della città[3].
- Kat Gardener (stagione 1), interpretata da Jaime Ray Newman, doppiata da Ilaria Latini.
È un'infermiera sposata e madre di cinque figli, insoddisfatta della sua vita matrimoniale[4].
- Darryl Van Horne (stagione 1), interpretato da Paul Gross, doppiato da Adriano Giannini.
È un ricco, carismatico e misterioso uomo che aiuta le tre donne a sviluppare i loro poteri[5].
- Penny Higgins (stagione 1), interpretata da Sara Rue, doppiata da Federica De Bortoli.
È la migliore amica di Joanna, che lavora con lei alla rivista. Sospettosa di Darryl, decide di indagare su di lui.
- Bun Waverly (stagione 1), interpretata da Veronica Cartwright, doppiata da Graziella Polesinanti.
È la bizzarra zia di Roxie, presidentessa della Commissione Storica di Eastwick.
- Will St. David (stagione 1), interpretato da Johann Urb, doppiato da Edoardo Stoppacciaro.
È un collega di Joanna, che lavora alla rivista come fotografo. Lui e Joanna in passato hanno avuto una storia d'amore.
- Mia Torcoletti (stagione 1), interpretata da Ashley Benson, doppiata da Veronica Puccio.
È la figlia adolescente di Roxie.
- Raymond Gardener (stagione 1), interpretato da Jon Bernthal, doppiato da Giorgio Borghetti.
È il marito, disoccupato e pigro, di Kat.

## Altri media
Questa serie televisiva è il terzo adattamento televisivo del romanzo di John Updike. Nel 1992 è stato realizzato un episodio pilota per la NBC rimasto invenduto. Dieci anni più tardi è stato realizzato un nuovo pilota per la Fox, ma anche questo è rimasto invenduto.
| Le streghe di Eastwick (1987)          | The Witches of Eastwick (1992)              | Eastwick (2002)                         | Eastwick (2009)                        |
| -------------------------------------- | ------------------------------------------- | --------------------------------------- | -------------------------------------- |
| Cher come Alexandra Medford            | Ally Walker come Alexandra Spofford         | Kelly Rutherford come Alexandra Medford | Rebecca Romijn come Roxanne Torcoletti |
| Susan Sarandon come Jane Spofford      | Julia Campbell come Jane Hollis             | Marcia Cross come Jane Spofford         | Lindsay Price come Joanna Frankel      |
| Michelle Pfeiffer come Sukie Ridgemont | Catherine Mary Stewart come Sukie Ridgemont | Lori Loughlin come Sukie Ridgemont      | Jaime Ray Newman come Kat Gardener     |
| Jack Nicholson come Daryl Van Horne    | Michael Siberry come Darryl Van Horne       | Jason O'Mara come Daryl Van Horne       | Paul Gross come Daryl Van Horne        |